# Brandhorst
Brandhorst è una frazione della città tedesca di Oranienbaum-Wörlitz.